# ينس بيتر لارسن
ينس بيتر لارسن (بالدنماركية: Jens Peter Larsen)‏ هو عالم موسيقى دنماركي، ولد في 14 يونيو 1902 في فريدريكسبرغ في الدنمارك، وتوفي في 22 أغسطس 1988 في كوبنهاغن في الدنمارك.